# Karibkungstyrann
Karibkungstyrann (Tyrannus caudifasciatus) är en fågel i familjen tyranner inom ordningen tättingar.

## Utseende och läten
Karibkungstyrannen är en stor (23 cm) tyrann med mörkgrå ovansida och vit undersida. Huvudet är svart med vit strupe och vita kinder. Liksom många kungstyranner bär den även en orange eller gul fläck på hjässan som dock sällan syns i fält. Stjärten är tvärt avskuren med ett beigevitt ändband.

## Utbredning och systematik
Karibkungstyrannen förekommer i Västindien. Den delas in i sju underarter med följande utbredning:
- caudifasciatus-gruppen
  - Tyrannus caudifasciatus bahamensis – förekommer på Bahamas, Abaco, Andros och New Providence Island
  - Tyrannus caudifasciatus caudifasciatus – förekommer på Kuba
  - Tyrannus caudifasciatus flavescens – förekommer på Isla de la Juventud
  - Tyrannus caudifasciatus caymanensis – förekommer på Caymanöarna
  - Tyrannus caudifasciatus jamaicensis – förekommer på Jamaica
- Tyrannus caudifasciatus taylori – förekommer på Puerto Rico och på Vieques
- Tyrannus caudifasciatus gabbii – förekommer på Hispaniola

Underarten flavescens inkluderas ofta i nominatformen. Arten påträffas tillfälligt i Florida i USA.

## Föda
Fågeln lever av flygande insekter, små frukter och bär samt små ödlor.

## Status och hot
Arten har ett stort utbredningsområde, men tros minska i antal, dock inte tillräckligt kraftigt för att den ska betraktas som hotad. Internationella naturvårdsunionen IUCN listar arten som livskraftig (LC).

## Bilder

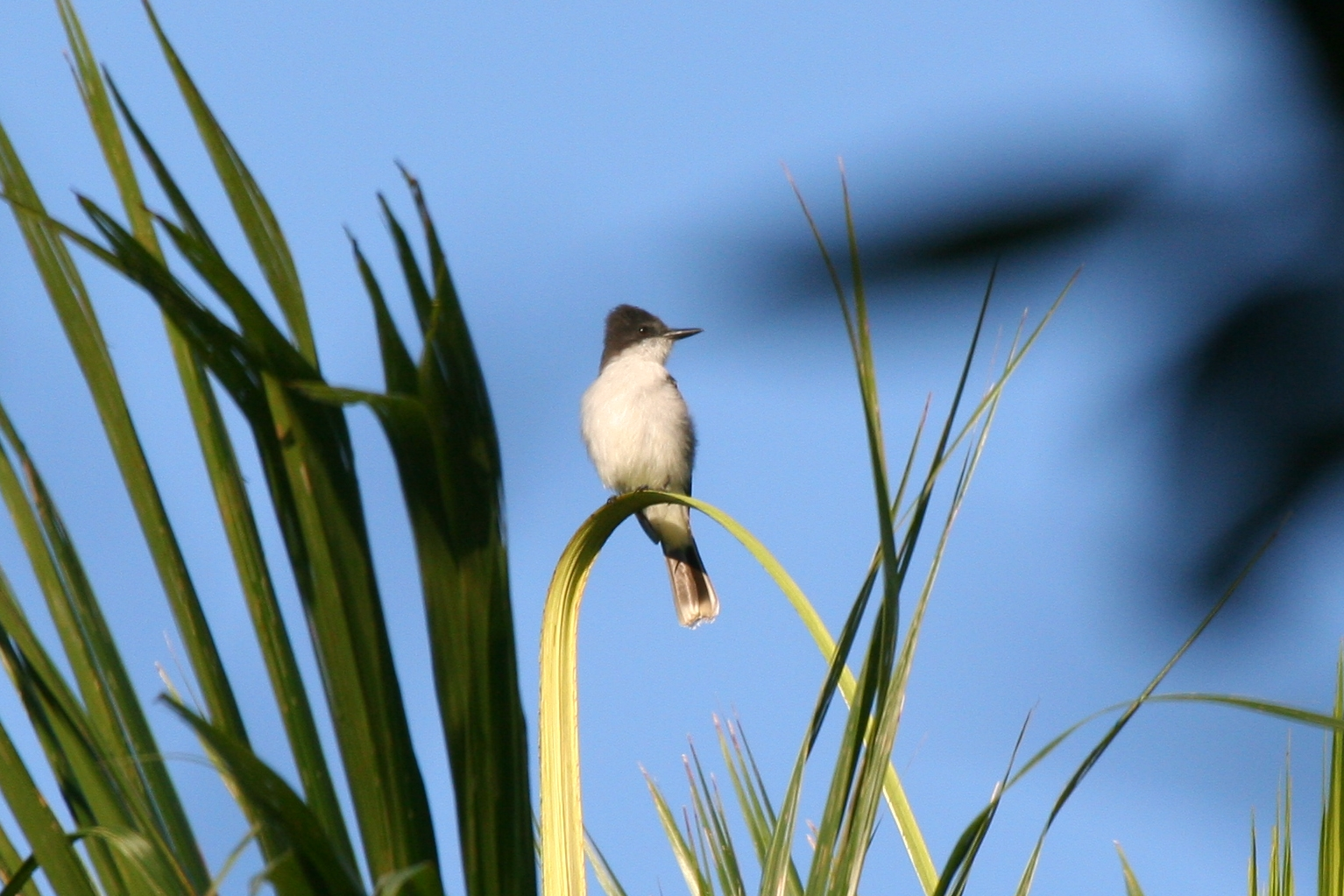
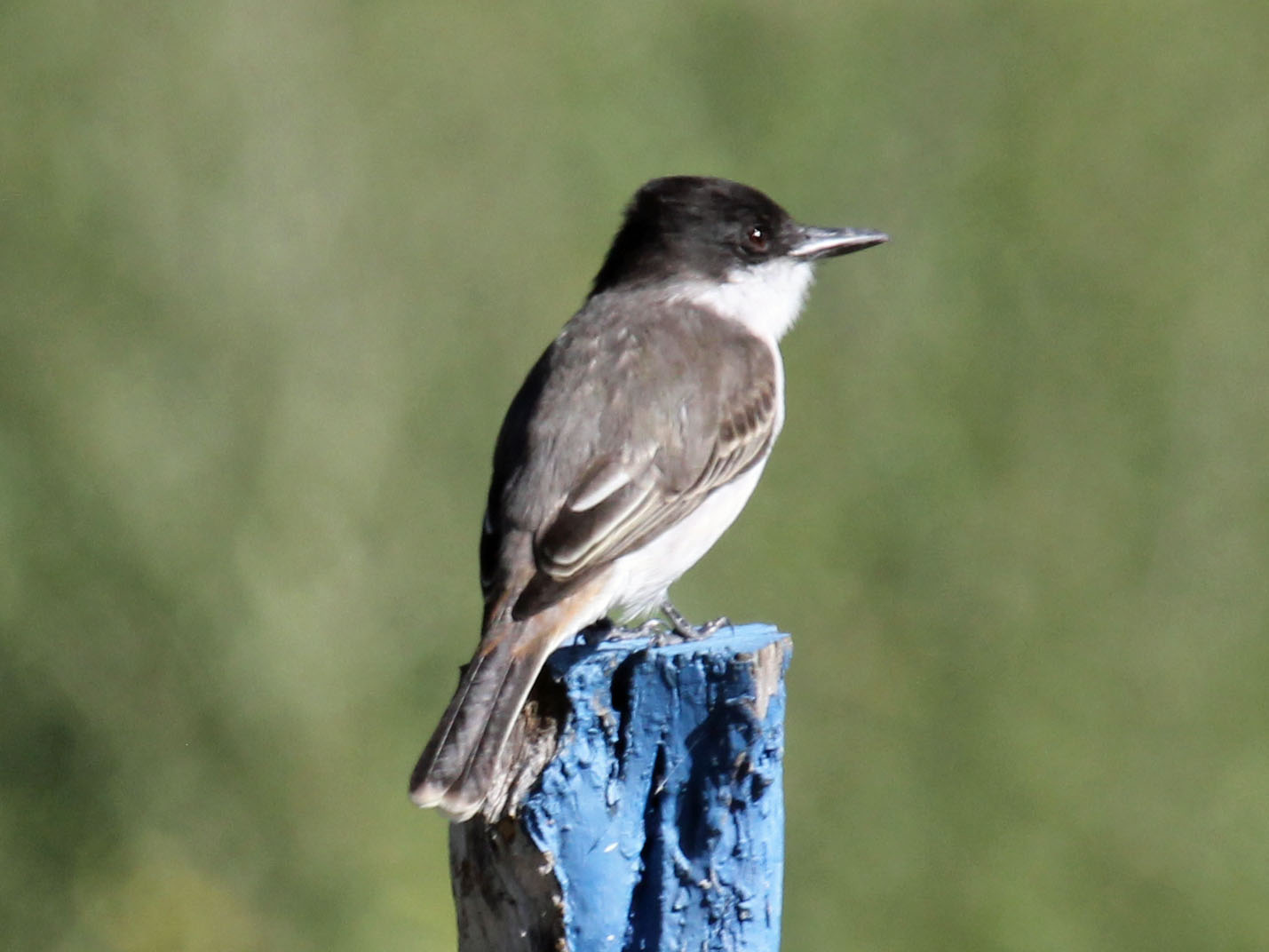
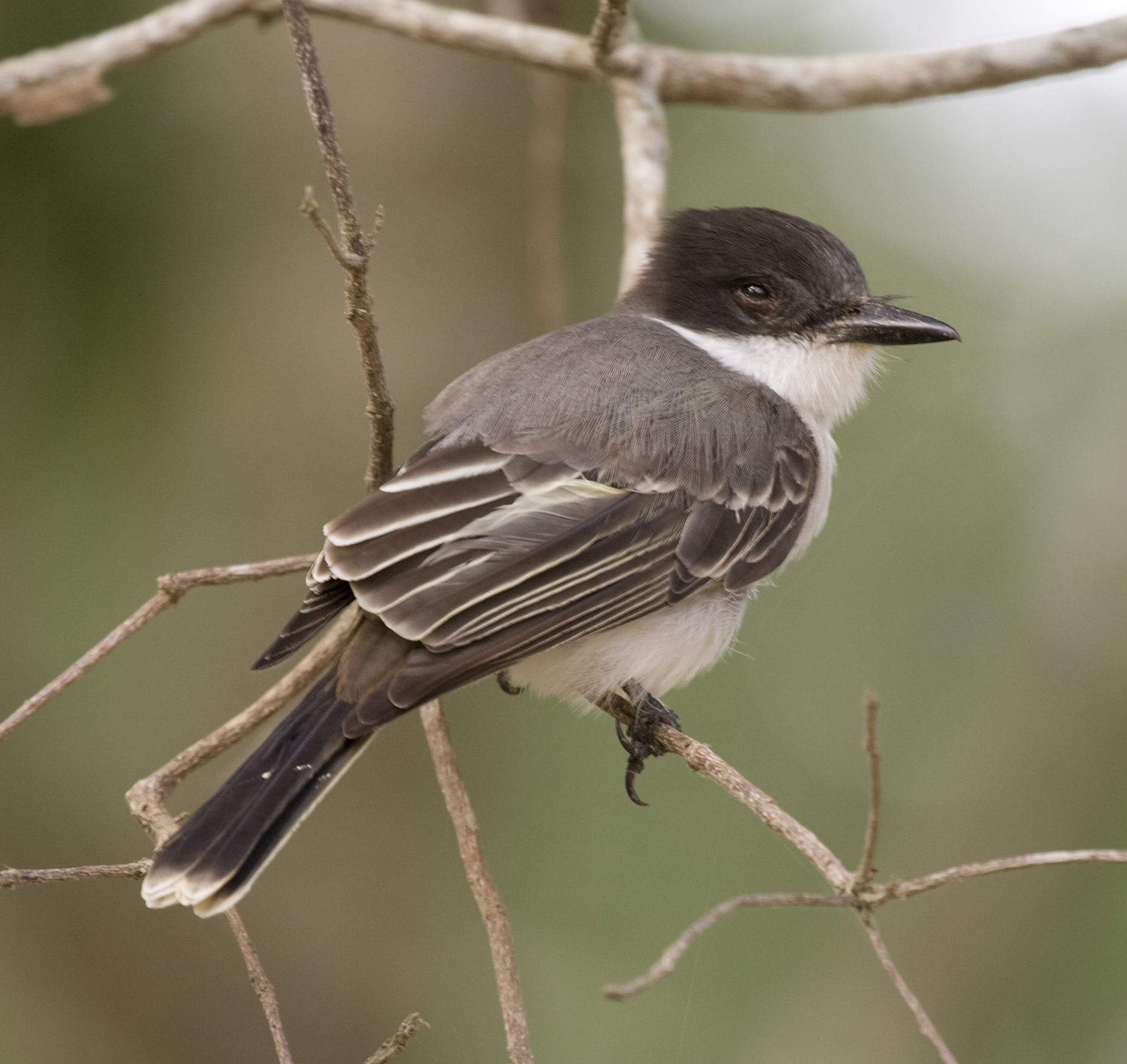